# 河南 (小惑星)
河南 (ホーナン / かなん、2085 Henan) は、小惑星帯にあるL型小惑星。ヴィンチェンツォ・ザッパラは小規模な小惑星族を代表する天体としている。
1965年、中国・南京市の紫金山天文台で発見された。

## 名称
中国の河南省に因んで名づけられた。
命名は1980年2月の小惑星回報で公表された。このとき同時に、紫金山天文台が発見した小惑星に対して (2162) 安徽、(2169) Taiwan、(2184) Fujian、(2185) Guangdongの命名が行われている。